# Kaple Korunování Panny Marie (Nebahovy)
Kaple Korunování Panny Marie je menší sakrální stavbou v Nebahovech na Prachaticku. Současně s dalšími objekty sakrální architektury v osadách, které jsou součástí obce Nebahovy, tvoří soubor venkovské sakrální architektury v katastrálním území Nebahovy; jsou to kaple, kapličky, kamenné kříže a boží muka. Místními částmi Nebahov jsou Zdenice, Kralovice, Jelemek a Lažišťka.

## Popis

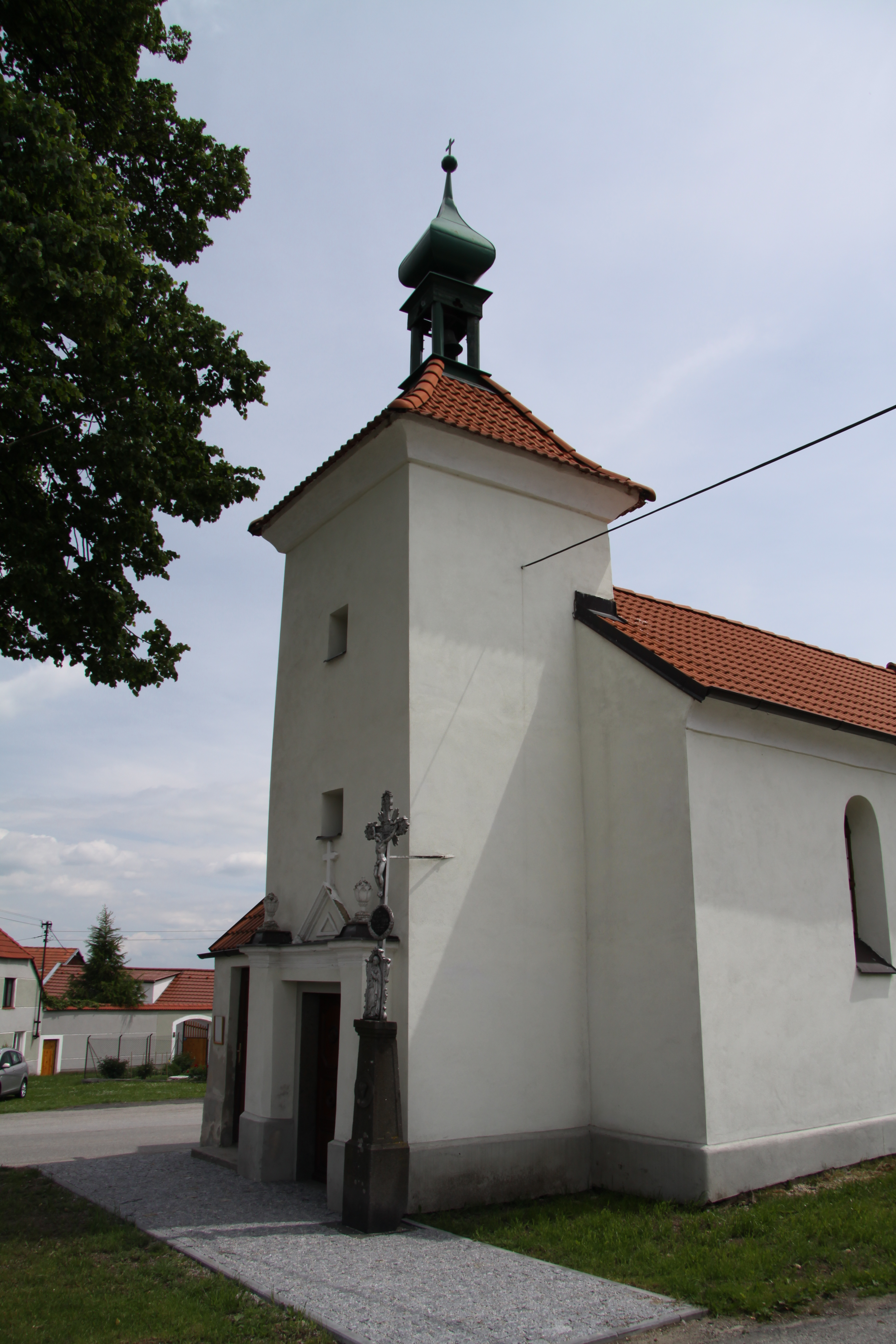
Pohled na věž se zvoničkou

Kaple Korunování Panny Marie je jednolodní stavba situovaná v centru návsi v Nebahovech. Stavebně odpovídá tomuto typu církevních staveb z poloviny 19. století. Má podélný půdorys,oddělené kněžiště a pětiboký závěr. Věž je hranatá se zvoničkou, okna podlouhlá a střecha sedlového typu. Z vnitřní výzdoby je zajímavý oltář prachatického řezbáře, socha Panny Marie vyrobená na objednávku obce v Tyrolsku nebo další soška Panny Marie s Ježíškem v boční kapli zhotovená neznámým autorem. Nebahovská kaple není památkově chráněná, ale přesto je nepominutelnou součástí našeho kulturně historického dědictví.

## Historie
První písemná zmínka o obci je z roku 1337. V době kolem poloviny 19. století byly v obcích zřizovány školy, škola v Nebahovech byla založena roku 1839, a budovány návesní kaple. Do poloviny 19. století chodili obyvatelé Nebahov na mše do kostela svatého Jakuba Většího do Prachatic, jehož počátky se datují již do 14. století. Na jaře roku 1855 bylo započato se stavbou kaple v Nebahovech a během dvou let byla stavba hotová. Zasvěcena byla Korunování Panny Marie. Již v 80. letech 19. století přestala kapacita kaple dostačovat počtu věřících, ale k přestavbě a rozšíření došlo až na počátku 20. století. Obec nejprve žádala schwarzenberské panství o financování oprav, to bylo zamítnuto, nicméně schwarzenberský stavitel Hinkr zpracoval plány na přestavbu. Pak se obec obrátila na prachatické hejtmanství, kde byla žádost rovněž zamítnuta, až na konec rekonstrukci financovala přímo obec Nebahovy, pod jejímž patronátem kaple byla.
V době druhé světové války v březnu roku 1942 přišla kaple o zvon, který byl spolu s dalším zvonem z Pobočí (zaniklá samota poblíž Zlatého potoka) zabaven pro válečné účely. Zvon nebahovské kaple, svatý Václav, vážil 34 kg a druhý menší z Pobočí 32 kg. Po válce se ale podařilo zvon nahradit a podle zprávy z Listů Prachaticka obstarávala po čtyřicet let zvonění v kapli místní obyvatelka paní Růžena Toncarová.
K dílčím úpravám kaple došlo v letech 1967–1968, kdy byla opravena střecha lodě kostela a kostelní věže včetně nové cibule lucerny, a došlo i na vybílení vnitřních i vnějších zdí. Na opravách se podíleli nebahovští a prachatičtí řemeslníci. K dalším opravám a rekonstrukcím došlo po roce 1989, např. byla provedena elektrifikace v roce 1996 nebo restaurování obrazů a soch v letech 2008–2011.
Dnes je kaple užívána k církevním účelům v době poutí nebo při církevních svátcích a událostech.